# Ионов, Пётр Сергеевич
Ионов, Пётр Сергеевич (28.12.1896 — 30.12.1962) — советский военачальник, генерал-майор артиллерии, участник Великой Отечественной войны.

## Биография
Пётр Сергеевич Ионов родился 28 декабря 1896 года в Гатчине Санкт-Петербургской губернии. Окончил реальное училище. Поступил на службу в Русскую императорскую армию 1 августа 1916 года. В 1917 году окончил Киевское артиллерийское училище и получил звание прапорщика. Принял участие в Гражданской войне. Воевал против войск Юденича, участвовал в боевых действиях под Кронштадтом.
С 1930 по 1941 годы преподавал в военных и гражданских учебных заведениях, в том числе в Подольском артиллерийском училище.
Окончил артиллерийские Краснознамённые курсы командного состава (1937 год).
В 1941—1945 годы принял участие в Великой Отечественной войне. Командовал артиллерией 245-й стрелковой дивизии (с 22 октября 1941 года).
С февраля 1942 года командовал артиллерией 1-го гвардейского стрелкового корпуса 2-й гвардейской армии 4-го Украинского фронта.
Получил звание генерал-майора артиллерии 16 мая 1944 года.
После окончания Великой Отечественной войны продолжил преподавательскую деятельность.
В 1950—1953 годы возглавлял 1-е Московское артиллерийское подготовительное училище.
Вышел в отставку в 1953 году.
Умер 30 декабря 1962 года в Москве, похоронен на Преображенском кладбище

## Награды
- Медаль «За оборону Сталинграда» (22.12.1942).
- Орден Красной звезды (24.01.1943)[4].
- Орден «Знак почёта».
- Орден Отечественной войны 1 степени (02.12.1943).
- Орден Красного знамени (16.05.1944).
- Орден Красного знамени (03.11.1944).
- Орден Ленина (21.02.1945).
- Медаль «За победу над Германией в Великой Отечественной войне» (09.05.1945).
- Орден Суворова 3 степени (09.06.1945).
- Орден Красного знамени (24.06.1948)[2].